# Fluitersheuvel
Fluitersheuvel, ook wel De witte stad genoemd, is een wijk in het noordoosten van Renkum en nabij Heelsum. De buurt is ontstaan toen er na de Tweede Wereldoorlog eenvoudige huurwoningen nodig waren. Renkum was tijdens de Slag om Arnhem zwaar getroffen en veel woningen waren door oorlogsgeweld verloren gegaan. Na de oorlog moest er snel (tijdelijke) woonruimte gecreëerd worden voor de bevolking die terugkeerde van de evacuatieadressen. Vanwege de langdurige woningnood als gevolg van de snelle groei van de bevolking zijn de woningen na de wederopbouw behouden gebleven.
Als plaats voor de nieuwe wijk werd gekozen voor een landschappelijk aantrekkelijke locatie tussen Bram Streeflandweg en Hogekampseweg.

De woningen zijn gebouwd volgens het systeem van wederopbouwarchitect Frans Welschen. Hierbij werden zowel vloeren als muren in ter plaatse gestort beton uitgevoerd. Vanwege de wit geverfde muren van de woningen werd de wijk ook wel 'De witte stad' genoemd. De wijk vertoonde veel gelijkenis met het soortgelijk wederopbouwproject te Heerlen genaamd de 'Witte wijk'. In de jaren 80 zijn de witte muren vervangen door gele zandstenen.
Dit gedeelte van Renkum heeft in de loop der jaren ('60 en vooral '70) te maken gekregen met problemen en achterstanden op allerlei gebied en wordt daarom vaak aangeduid als probleemwijk.

## BOS-impuls
Vanaf 2006 werden in het kader van de zogenoemde 'BOS-impuls' in de wijk sportinstuiven en trajectbegeleidingen naar sportverenigingen en de buurtactiviteiten georganiseerd. Het doel was het bestrijden van achterstanden op het gebied van welzijn, gezondheid, onderwijs en sport onder jongeren van 4 tot en met 18 jaar.
De activiteiten van dit BOS -Buurt, Onderwijs, Sport- project werden in een evaluatie eind 2009 succesvol genoemd. Ze zullen vanaf 2010 worden voortgezet door het sportbuurtwerk van de gemeente Renkum, jongeren- en buurtwerk van de stichting welzijn 'De Bries' en de buurtcommissie van de wijk. De activiteitencommissie kreeg in 2008 al een stimuleringsprijs van de gemeente Renkum.

## Trivia
- Inwoners van Fluitersheuvel worden ook wel "Boenders" genoemd.